# اشرام (فیلم)
اشرام (به انگلیسی: The Ashram) فیلمی محصول سال ۲۰۱۸ و به کارگردانی مارک وبر است. در این فیلم بازیگرانی همچون سم کیلی، هرا هیلمار، رادیکا آپته، سوهاس جوشی، کل پن و ملیسا لیو ایفای نقش کرده‌اند.